# Брестовене
Брестовене (болг. Брестовене) — село в Болгарии. Находится в Разградской области, входит в общину Завет. Население составляет 2 876 человек.

## Политическая ситуация
В местном кметстве Брестовене, в состав которого входит Брестовене, должность кмета (старосты) исполняет Динчер  Османов Кыров (Движение за права и свободы (ДПС)) по результатам выборов.
Кмет (мэр) общины Завет — Ахтер Сюлейманов Велиев Движение за права и свободы (ДПС)) по результатам выборов.